# 4 Draconis
4 Draconis, eller CQ Draconis, är en symbiotisk stjärna av  Z Andromedae-typ (ZAND) i stjärnbilden Draken.
4 Dra varierar mellan visuell magnitud +4,90 och 5,12 med en period av 1703 dygn, eller 4,66 år.